# Vliegvelden gesorteerd naar IATA-code X
Dit is een lijst van vliegvelden gesorteerd op IATA-code met de beginletter X.
| IATA | ICAO | Luchthaven               | Stad                               | Land         |
| ---- | ---- | ------------------------ | ---------------------------------- | ------------ |
| XAU  | SOOS | Saül                     | Saül                               | Frans-Guyana |
| XCH  | YPXM | Christmas Island Airport | Flying Fish Cove (Christmaseiland) | Australië    |
| XIY  | ZLXY | Xianyang                 | Xi'an                              | China        |
| XMN  | ZSAM | Gaoqi                    | Xiamen                             | China        |
| XRY  | LEJR | Aeropuerto de Jerez      | Jerez de la Frontera               | Spanje       |

A · B · C · D · E · F · G · H · I · J · K · L · M · N · O · P · Q · R · S · T · U · V · W · X · Y · Z · (alles)